# Hermann Pfannmüller
Hermann Pfannmüller (Monaco di Baviera, 8 giugno 1886 – Monaco di Baviera, 10 aprile 1961) è stato uno psichiatra e neurologo tedesco.
Durante il regime Nazionalsocialista, partecipò al programma eutanasia e all'"Aktion T4".

## Biografia
Dopo aver concluso brillantemente i suoi studi di medicina nel 1911, lavora con Emil Kraepelin alla tesi sull'influenza dell'assunzione dei carboidrati sul metabolismo durante una febbre infettiva, nel Policlinico di Monaco di Baviera, nel 1913. Nel 1913, Hermann Pfannmüller comincia a lavorare nella casa di cura di Nassau'schen come specializzando; mentre dall'ottobre 1916 al 1920 lavora nell'Ospedale-Casa di Cura di Homburg. Pfannmüller, ormai medico affermato, lavora nella casa di cura di Ansbach, dove nel 1922 entrerà in contatto con l'ideologia nazista e collaborerà con un gruppo del partito. Nel 1930 viene promosso a vice direttore dell'ospedale Kaufbeuren  ,Valentin Faltlhauser ed entra a far parte dell'elenco ufficiale dei medici del partito. Nel 1933 si iscrive al NSDAP (partito nazionalsocialista tedesco dei lavoratori), abbracciando così integralmente l'ideale nazista dell'eugenetica come arma per il mantenimento di una Germania forte ed incontaminata. Dal 1936 lavora come volontario nel settore “Alcol e Droghe”, presso il dipartimento per la salute nazionale ad Augusta. Dal 1º febbraio 1938 Pfannmüller fu incaricato di dirigere l'Ospedale Eglfing-Haar nei pressi di Monaco di Baviera, mantenendo questo incarico fino all'inizio del 1945.

## Lo scenario: Eutanasia e "vite indegne di essere vissute"
Secondo l'ideologia nazista, lo Stato è considerato come un "organismo" di cui si deve conservare la vita e combattere la morte, in modi che trascendono la sorte dell'individuo.
Adolf Jost, uno dei principali teologi dell'eutanasia, nel suo Das Recht auf den Tod (Il diritto di morte), parla della sanità del Volk e dello Stato:
("Il diritto di morte" di Adolf Jost)
Nasce quindi il concetto di "vita indegna di essere vissuta", per il quale non solo i malati incurabili, ma anche una grande varietà di malati di mente, i deficienti e i bambini ritardati e deformi non sono meritevoli di vivere.
Nel 1920 un giurista tedesco esperto in Diritto penale, Karl Binding, e uno psichiatra, Alfred Hoche, pubblicarono un'opera intitolata "Il permesso di distruggere la vita non degna di essere vissuta".
La logica di questa ideologia si basava sul fatto che i giovani fisicamente più forti morivano in guerra causando una perdita per il Volk dei migliori geni disponibili. Le informazioni genetiche ereditarie di coloro che non combattevano (che erano i geni peggiori), potevano quindi proliferare liberamente, accelerando la degenerazione biologica e culturale.
(Congresso dei medici del partito, 1939. Dottor. Hermann Pfannmüller)
Gli ideologi di questa teoria facevano inoltre leva «sull'enorme consumo di risorse economiche imposto alla società tedesca dal gran numero di questi minorati».
Nel 1935 al raduno del partito a Norimberga, fu lo stesso Hitler che manifestò un intenso interesse per l'uccisione medica diretta, parlando per la prima volta dell'intenzione di eliminare i "malati incurabili". Hitler avrebbe detto che uno sforzo di guerra richiede un popolo sano e che vi era preoccupazione anche per il carico gravoso imposto dai malati mentali non solo ai parenti e alla popolazione in generale, ma anche alla professione medica.
Nel 1938 si concluse: «la soluzione del problema dei malati mentali diventa facile se si eliminano queste persone». Verso la fine del 1938 il regime nazista stava ricevendo richieste dai parenti dei neonati o bambini molto piccoli nati con gravi deformità o danni cerebrali per la concessione di una morte pietosa.

## Pfannmüller e l'Aktion T4

### Infanticidio ad Eglfing-Haar

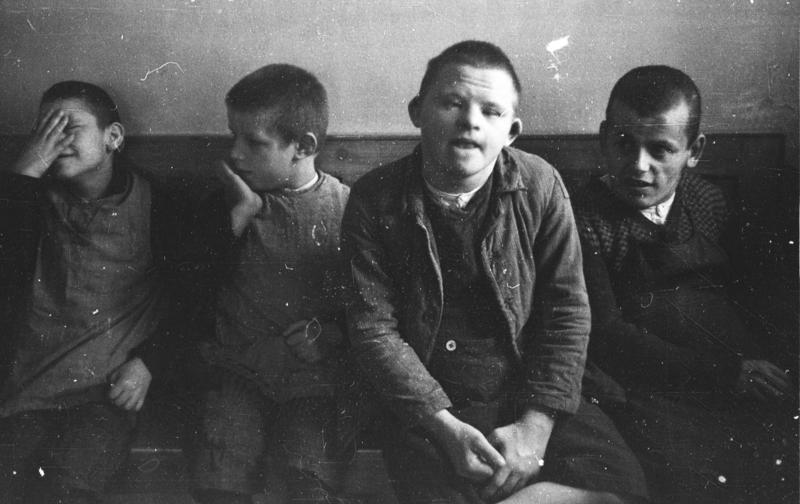
Giovani vittime dell'Aktion T4 in una clinica psichiatrica tedesca

La visione bio-medica nazista venne ampliata e coinvolse in primo luogo i bambini con deficit mentali. La clinica psichiatrica Eglfing-Haar, sotto la direzione del dottor Hermann Pfannmüller, fu fra i primi istituti ad applicare in campo medico le teorie eugenetiche idealizzate dal partito.
Il 18 agosto 1939 venne emanata una direttiva che rendeva obbligatoria la registrazione di tutti i bambini malati mentali o in cui si sospettava la presenza di una delle seguenti malattie ereditarie gravi: idiozia e mongolismo, microcefalia, idrocefalia, malformazioni di ogni sorta, specialmente di arti, testa e colonna vertebrale e paralisi, comprese le condizioni spastiche.
Sotto le direttive del dottor Pfannmüller venivano fatti compilare dei questionari riguardanti la salute del bambino e la sua storia familiare per trovare riscontri di tipo ereditario sul disturbo che lo affliggeva. Successivamente e senza ulteriori analisi di conferma, veniva decisa la sorte (di vita o di morte) del bambino in questione.
Prima di essere uccisi, i bambini venivano tenuti di solito qualche settimana nell'istituto per dare l'impressione che fossero sottoposti ad una qualche forma di terapia medica. La decisione veniva attuata per mezzo di compresse di Luminal (fenobarbital), una sostanza ipnotica e anti-epilettica, sciolta in un liquido, di solito tè, che veniva fatto bere al bambino. Questo sedativo veniva somministrato ripetutamente (spesso mattina e sera) per due o tre giorni, fino a che il bambino cadeva in un sonno continuo, andava in coma e moriva. Ai bambini con difficoltà a bere, il Luminal veniva iniettato, talvolta direttamente nel cuore. Come causa del decesso si indicava di solito una malattia più o meno comune come la polmonite, o complicazioni chirurgiche di vario tipo, così da non insospettire le famiglie dei bambini.
Quando l'intervallo di età dei bambini sottoposti al "programma eutanasia" (Aktion T4) si allargò, vennero inclusi anche adolescenti e pazienti con malattie meno gravi di quelle indicate nella direttiva del 1939. I bambini ebrei poterono essere inclusi primariamente per il solo fatto di essere ebrei.

### Pfannmüller e la sua "dieta speciale"
Quando era direttore ad Eglfing-Haar, Pfannmüller organizzava dei veri e propri tour guidati da lui attraverso i reparti del suo istituto per "educare" il pubblico riguardo alla "deficienza biologica" dei suoi pazienti e per dimostrare la necessità di procedere alla loro immediata eliminazione.
Nel 1946 un ex prigioniero di guerra tedesco, Ludwig Lehner, testimoniò la sua esperienza alla partecipazione ad uno dei tour di Pfanmüller.
(Testimonianza al Processo a Monaco di Baviera. Ludwig Lehner)
Un ex militare disse, durante il Processo a Monaco di Baviera, che in una lezione sull'igiene razziale Pfannmüller raccontò di aver visitato una donna con un bambino malato e, vantandosi, aggiunse di aver lasciato il bambino all'aperto per farlo morire.
Pfannmüller, fanatico nazista e sostenitore della "bio-genetica razziale", partecipò ad un incontro per i medici ufficiali del partito tenutosi il 10 agosto 1939, per discutere la realizzazione del programma eutanasia. I pazienti del centro di cura Eglfing-Haar furono le prime vittime di questo programma, chiamato Aktion T4.
Tra il 12 novembre 1940 e il 3 giugno 1941, Pfannmüller fece trasferire 2025 persone in cura ad Eglfing-Haar nei campi di sterminio per essere uccisi. Tuttavia, la maggior parte dei pazienti dell'ospedale morirono per malnutrizione, a causa della “dieta senza grassi” promossa da Pfannmüller e resa ufficiale durante la riunione per i medici del partito nel novembre 1942. Alcuni di essi furono invece eliminati tramite somministrazione di un quantitativo eccessivo di sedativo per via endovenosa.
Dall'ottobre del 1940, ad Eglfing-Haar viene creato un reparto per bambini, dove Pfannmüller operò in nome degli ideali razziali del partito; uccise bambini lasciandoli morire di fame oppure iniettando dosi letali di morfina-scopolamina e Luminal.
Il 7 novembre 1942 il ministro dell'Interno della Baviera tenne una riunione con i direttori degli ospedali psichiatrici di tutta quell'area. Il commissario di Stato per la Sanità, Walter Schultze, chiese ai direttori di fornire una “dieta speciale” (sonderkost) ai pazienti malati senza speranza. Il dottor Pfannmüller non ebbe nessuna esitazione e narrò "in modo teatrale" di come una volta strappò una fetta di pane di mano a un'infermiera che voleva darlo ad un paziente. Si diffuse l'idea che dovessero essere privilegiati i pazienti che svolgevano un lavoro utile o che erano in terapia, i bambini che avevano capacità di apprendimento e i feriti di guerra, a scapito delle persone incapaci di svolgere qualsiasi lavoro o affette da infermità senili. Ai direttori fu quindi ordinato di mettere in atto un simile programma. Il menù speciale, "del tutto privo di grassi", era formato da patate, rape e cavoli cotti in acqua; si sosteneva infatti che «l'effetto dovesse essere una morte lenta, che dovrebbe sopravvenire in circa tre mesi».
Pfannmüller e i suoi colleghi ebbero carta bianca sulla scelta dei pazienti destinati alla morte per fame. Pfannmüller scelse spesso pazienti che erano stati considerati non abbastanza malati per essere inviati alle camere a gas. Il motto ad Eglfing era: «Noi non diamo loro grassi, così se ne andranno da sé». Quando la dieta speciale si rivelava inefficace, le razioni venivano ulteriormente ridotte.
Sulla base della documentazione contenuta negli archivi di Eglfing-Haar, si stimò che i bambini morti per somministrazione di farmaci furono in totale 332, quelli morti per fame, 444.
Dal 17 novembre 1939 Pfannmüller ha portato avanti il suo lavoro ad Eglfing-Haar come principale promotore dell'Aktion T4, continuando a compiere infanticidio anche dopo la fine del programma eutanasia e l'8 febbraio 1944 fu nominato assessore della Associazione degli ospedali e case di cura del Reich. Nel 1943 il dottor Pfannmüller fondò due Hungerhauser (case della fame) per pazienti di età maggiore.
Si stima che nel periodo in cui Hermann Pfannmüller fu direttore dell'Istituto Eglfing-Haar, furono uccise per mano sua o indirettamente più di 4000 persone tra adulti e bambini.

## Dopoguerra

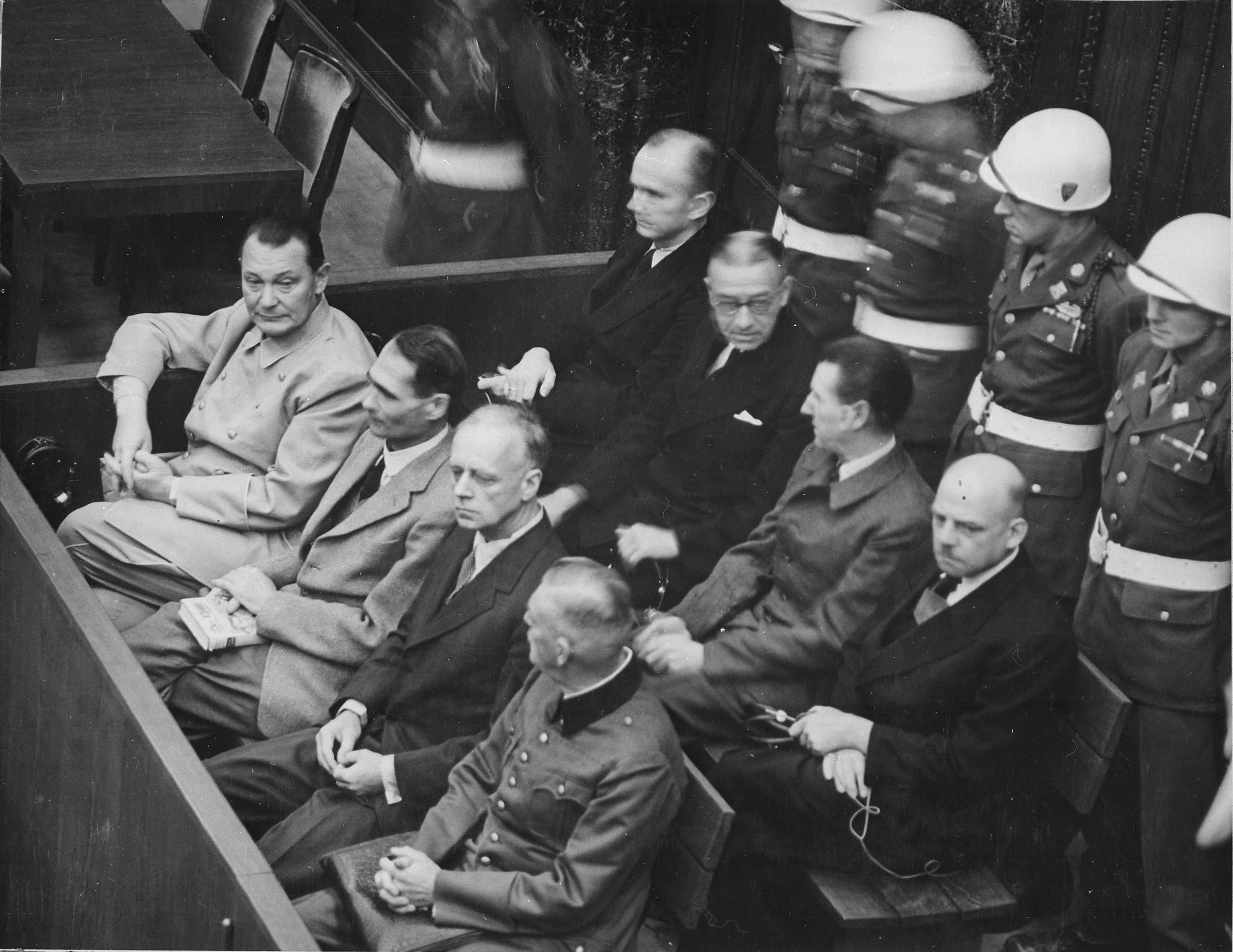
Processo di Norimberga. Al banco degli imputati, circa 1945-1946. (prima fila, da sinistra a destra): Hermann Göring, Rudolf Heß, Joachim von Ribbentrop, Wilhelm Keitel (seconda fila, da sinistra a destra): Karl Dönitz, Erich Raeder, Baldur von Schirach, Fritz Sauckel

Pfannmüller venne arrestato il 2 maggio 1945 ad Eglfing-Haar durante l'invasione dell'esercito americano. Nel maggio 1947 partecipò al Processo di Norimberga per i Medici nazisti come testimone della difesa.
Nel 1949 Pfannmüller è stato processato da un tribunale di Monaco di Baviera per i crimini di eutanasia. Venne accusato di aver partecipato e sostenuto il programma T4, di aver trasferito dei pazienti dal suo istituto ai campi di sterminio e di aver ucciso bambini disabili tramite somministrazione di fenobarbital e altri farmaci. Pfannmüller fu condannato per omicidio colposo nel novembre del 1949 a sei anni di reclusione. Successivamente, nel marzo del 1950, per richiesta dello stesso Pfannmüller, si tenne un'inchiesta per revisionare il processo presso la Corte Suprema Bavarese e la condanna venne ridotta a 5 anni, con l'aggiunta di un'indennità da pagare.
Durante un processo per i crimini di guerra, Pfannmüller venne chiamato come testimone della difesa e dichiarò con convinzione che non c'era nulla di immorale o sbagliato in quello che avevano fatto, in quanto l'eutanasia e il desiderio di un popolo tedesco dalle caratteristiche genetiche incontaminate «non avevano nulla a che fare col nazionalsocialismo, ma erano ideali appartenenti ad una mentalità radicata da secoli».
Infine il dottor Pfannmüller dichiarò in sua difesa:
(Discorso di difesa durante il processo. Dottor. Hermann Pfannmüller)
Hermann Pfannmüller morì a Monaco di Baviera nell'aprile 1961, a 74 anni.

## Pfannmüller tra depressione e schizofrenia
Pfannmüller credeva fortemente nell'idea di "vita indegna di essere vissuta". Questa concezione del mondo nazista richiedeva l'eliminazione di tutti coloro che presentavano solo le "sembianze di un'esistenza umana", esseri umani che lo stesso Pfannmüller definiva "pazienti pietosi".
Il dottor Schmidt, che diresse l'istituto Eglfing-Haar dopo Pfannmüller, lo descrive brevemente:
(Descrizione del dottor Pfannmüller. Dottor.Schmidt)
Robert Jay Lifton, nel suo saggio I medici nazisti, descrive il dottor. Pfannmüller da un punto di vista psicologico:
(R. J. Lifton. Analisi psicologica di Hermann Pfannmüller)